# バニラビーンズIII
『バニラビーンズIII』（バニラビーンズ スリー）は、日本の女性アイドルデュオバニラビーンズの3枚目のアルバム。2012年11月7日にT-Palette Recordsから発売。

## 概要
バニラビーンズの「5周年の幕開け」という位置付けで、前アルバム同様に所属事務所ミラクル・バスの作家陣を中心に作られた約1年4ヶ月ぶりのアルバム。
はじめてすべての曲がバンド演奏によりレコーディングされている。
初回限定版と通常版があり、初回限定版には東京女子流が参加した曲およびメンバー（レナ、リサ）作詞の曲、計3曲が収録されていない。

## 収録曲
1. スコーネの花が咲いている
作詞：田形美喜子 作曲・編曲：大隅知宇
2. サブカルガールまどか
作詞：いしわたり淳治 作曲・編曲：大隅知宇
3. キラーキュイーン
作詞：今井晶規／岡嶋かな多 作曲：今井晶規 編曲：堤博明
4. Next Step Up
作詞：ENA☆ 作曲・編曲：大隅知宇
5. チョコミントフレーバータイム（album ver.）
作詞：木の子 作曲：中島靖雄 編曲：大隅知宇
6. 妄想カフェテリア
作詞：Rico  作曲・編曲：大隅知宇
7. ノンセクション（album ver.）
作詞：木の子 作曲：今井晶規 編曲：大隅知宇
8. Very Very Blueberry
作詞：田形美喜子 作曲：松倉サオリ 編曲：堤博明
9. トキノカケラ（album ver.）
作詞：木の子 作曲：大隅知宇 編曲：堤博明
10. もうすぐトライアングル feat. 東京女子流
作詞：岩城由美 作曲：松倉サオリ 編曲：堤博明（通常版のみ、東京女子流がコーラスとして参加）
11. Aきほ
作詞：レナ 作曲：松倉サオリ 編曲：堤博明（通常版のみ、レナのソロ曲、「Aきほ」はレナの妹のこと）
12. 君にラブソング
作詞：リサ 作曲：松倉サオリ 編曲：堤博明（通常版のみ、リサのソロ曲）
13. 世界の終わり
作詞：チバユウスケ 作曲：TMGE　編曲：堤博明（THEE MICHELLE GUN ELEPHANTのカバー曲）